# Sąd Kryminalny Wojskowy
Sąd Kryminalny Wojskowy – sąd wojskowy insurekcji kościuszkowskiej powołany 23 sierpnia 1794 przez gen. Tadeusza Kościuszkę, Najwyższego Naczelnika Siły Zbrojnej Narodowej. W jego skład weszli głównie jakobini polscy.
Opieszałość rozpatrywania spraw o zdradę narodu przywódców konfederacji targowickiej przez Sąd Kryminalny Księstwa Mazowieckiego oraz uleganie członków sądu wpływom kół zachowawczych doprowadziły 28 czerwca 1794 do niekontrolowanego wystąpienia ludności warszawskiej, która powywieszała podejrzanych. Kościuszko chcąc spacyfikować nastroje, uległ jakobinom polskim i zawiesił formalnie Sąd Kryminalny Księstwa Mazowieckiego, wprowadzając w jego miejsce Sąd Kryminalny Wojskowy. Posunięcie to sterroryzowało najbliższe otoczenie króla Stanisława Augusta Poniatowskiego, które widziało w tym sądzie odpowiednik Trybunału Rewolucyjnego we Francji.

## Kompetencje
Przejął wszystkie kompetencje Sądu Kryminalnego Księstwa Mazowieckiego. Orzekał jednak według artykułów wojskowych, tylko w wyjątkowych przypadkach odnosił się do zaleceń cywilnych Rady Najwyższej Narodowej.
Skład sędziowski składał się z 3. sędziów, którzy mogli sobie dobrać audytora wojskowego i oskarżyciela publicznego. Swoje wyroki i czynności miał komunikować Wydziałowi Sprawiedliwości RNN. Otrzymywał od Wydziału Bezpieczeństwa RNN listy osób podejrzanych o zdradę narodu i powstania.

## Skład
- gen. lejt. Józef Zajączek[1]
- gen. lejt. Antoni Józef Madaliński
- gen. mjr Franciszek Łaźniński
- gen. mjr Gabriel Taszycki[1]
- wbryg. Antoni Guszkowski[1]
- płk Józef Górski
- płk Feliks Gawdzicki[1]
- mjr Walenty Bębnowski[1]
- mjr Tomasz Maruszewski[1]
- rtm Rafał Kołłątaj, starosta trześniowski[1]